# Сапега, Каетан Михаил
Князь Каетан Михаил Сапега (пол. Kajetan Michał Sapieha, 13 февраля 1749, Кодно — 23 мая 1771, Лянцкорона) — военный деятель Великого княжества Литовского, полоцкий маршалок Барской конфедерации.
Происходил из коденской линии знатного литовского магнатского рода Сапег герба «Лис». Младший сын воеводы мстиславского Игнацыя Сапеги (до 1721—1758) и Анны Красицкой (1707—1751). Старшие братья — Ян, Франциск Ксаверий и Юзеф.
В 1768 году Каетан Михаил Сапега принял участие в Барской конфедерации в Великом княжестве Литовском. В начале 1769 года отправился в окрестности Кракова и, возможно, в Словакию, чтобы координировать деятельность конфедератов. Какое-то время был эмиссаром своего двоюродной сестры Анны Яблоновской.
В конце 1769 года после поражения барских конфедератов в Литве Каетан Михаил Сапега принял от старшего брата Юзефа Сапеги, бежавшего в Пруссию, командование над остатками конфедератов, с которыми ему также пришлось покинуть родину.
В 1770-1771 годах участвовал в политических и военных акциях барских конфедератов на границе Речи Посполитой, в том числе в нападениях на Сандомир и Казимеж под Краковом.
23 мая 1771 года Михаил Каетан Сапега погиб в бою с русским войском под командованием генерал-майора Александра Суворова в битве под Лянцкороной.